# Culicoides furcillatus
Culicoides furcillatus är en tvåvingeart som beskrevs av Callot, Kremer och Paradis 1962. Culicoides furcillatus ingår i släktet Culicoides och familjen svidknott. Inga underarter finns listade i Catalogue of Life.